# Torneo Apertura 2017 (Bolivia)
El Torneo Apertura 2017 fue el segundo de la Temporada 2016–17, siendo el de transición al año calendario. Comenzó el 28 de enero y finalizó el 29 de junio. Coronó como campeón a Bolívar, que clasificó a la Copa Conmebol Libertadores 2018 como Bolivia 2.

## Tabla de posiciones
| Pos. | Equipo            | Pts. | PJ | PG | PE | PP | GF | GC | Dif. |
| ---- | ----------------- | ---- | -- | -- | -- | -- | -- | -- | ---- |
| 1.º  | Bolívar           | 50   | 22 | 16 | 2  | 4  | 59 | 16 | 43   |
| 2.º  | The Strongest     | 41   | 22 | 13 | 2  | 7  | 47 | 31 | 16   |
| 3.º  | Guabirá           | 39   | 22 | 12 | 3  | 7  | 44 | 31 | 13   |
| 4.º  | Oriente Petrolero | 37   | 22 | 11 | 4  | 7  | 40 | 31 | 9    |
| 5.º  | Blooming          | 34   | 22 | 11 | 1  | 10 | 39 | 50 | −11  |
| 6.º  | Nacional Potosí   | 33   | 22 | 10 | 3  | 9  | 37 | 35 | 2    |
| 7.º  | San José          | 28   | 22 | 7  | 7  | 8  | 33 | 32 | 1    |
| 8.º  | Sport Boys        | 28   | 22 | 8  | 4  | 10 | 41 | 50 | −9   |
| 9.º  | Real Potosí       | 25   | 22 | 8  | 1  | 13 | 30 | 50 | −20  |
| 10.º | Jorge Wilstermann | 23   | 22 | 6  | 5  | 11 | 26 | 34 | −8   |
| 11.º | Petrolero         | 20   | 22 | 5  | 5  | 12 | 36 | 51 | −15  |
| 12.º | Universitario     | 18   | 22 | 5  | 3  | 14 | 21 | 42 | −21  |

|  |                                                     |
|  | Clasificado para la Copa Conmebol Libertadores 2018 |

 Fecha de actualización: 29 de junio de 2017

### Evolución de las posiciones
| Equipo / Fecha    | 1    | 2     | 3     | 4     | 5      | 6      | 7      | 8       | 9      | 10     | 11     | 12    | 13    | 14    | 15    | 16    | 17    | 19    | 18    | 20   | 21   | 22   |
| ----------------- | ---- | ----- | ----- | ----- | ------ | ------ | ------ | ------- | ------ | ------ | ------ | ----- | ----- | ----- | ----- | ----- | ----- | ----- | ----- | ---- | ---- | ---- |
| Blooming          | 09.° | 07.°  | 08.°  | 06.°  | 03.°   | 05.°   | 04.°   | 04.°    | 04.°   | 03.°   | 03.°   | 03.°  | 05.°  | 04.°  | 04.°  | 04.°  | 05.°  | 07.°  | 06.°  | 06.° | 06.° | 05.° |
| Bolívar           | 01.° | 01.°  | 01.°  | *02.° | *02.°  | *02.°  | *02.°  | **02.°  | *01.°  | *01.°  | 01.°   | 01.°  | 01.°  | 01.°  | 01.°  | 01.°  | 01.°  | 01.°  | 01.°  | 01.° | 01.° | 01.° |
| Guabirá           | 03.° | 02.°  | 02.°  | 01.°  | 01.°   | 01.°   | 01.°   | 01.°    | 03.°   | 02.°   | 02.°   | 04.°  | 03.°  | 05.°  | 05.°  | 05.°  | 06.°  | 05.°  | 05.°  | 04.° | 04.° | 03.° |
| Jorge Wilstermann | 06.° | 06.°  | 03.°  | 05.°  | 07.°   | 06.°   | 06.°   | *08.°   | *10.°  | *10.°  | 09.°   | 10.°  | 10.°  | 10.°  | 10.°  | 09.°  | 10.°  | 10.°  | 10.°  | 09.° | 10.° | 10.° |
| Nacional Potosí   | 02.° | *05.° | *07.° | *04.° | *06.°  | *09.°  | *07.°  | 06.°    | 05.°   | 05.°   | 07.°   | 06.°  | 07.°  | *08.° | *08.° | *06.° | *04.° | *04.° | *05.° | 05.° | 05.° | 06.° |
| Oriente Petrolero | 05.° | 04.°  | 06.°  | 03.°  | *04.°  | *03.°  | *05.°  | *03.°   | *02.°  | *04.°  | *06.°  | *05.° | *04.° | *02.° | *02.° | 02.°  | 02.°  | 03.°  | 02.°  | 03.° | 03.° | 04.° |
| Petrolero         | 10.° | 12.°  | 10.°  | 08.°  | 10.°   | 10.°   | 11.°   | 12.°    | 11.°   | 12.°   | 12.°   | 11.°  | 12.°  | *12.° | *12.° | 12.°  | 12.°  | 12.°  | 12.°  | 12.° | 12.° | 11.° |
| Real Potosí       | 07.° | *10.° | *12.° | *12.° | *12.°  | *12.°  | *12.°  | *11.°   | *12.°  | *11.°  | *11.°  | 09.°  | 08.°  | 07.°  | 07.°  | 08.°  | 08.°  | 09.°  | 09.°  | 10.° | 09.° | 09.° |
| San José          | 11.° | 09.°  | 11.°  | 11.°  | 11.°   | 11.°   | 08.°   | 09.°    | 08.°   | 07.°   | 05.°   | 07.°  | 06.°  | 06.°  | 06.°  | 07.°  | 07.°  | 06.°  | 07.°  | 07.° | 07.° | 07.° |
| Sport Boys        | 04.° | 03.°  | 05.°  | 09.°  | 05.°   | 07.°   | 09.°   | 07.°    | 06.°   | 08.°   | *08.°  | *08.° | *09.° | *09.° | *09.° | *10.° | 09.°  | 08.°  | 08.°  | 08.° | 08.° | 08.° |
| The Strongest     | 12.° | 08.°  | 04.°  | *07.° | **08.° | **04.° | **03.° | ***05.° | **07.° | **06.° | **04.° | *02.° | *02.° | *03.° | *03.° | *03.° | *03.° | *02.° | *03.° | 02.° | 02.° | 02.° |
| Universitario     | 08.° | 11.°  | 09.°  | 10.°  | 09.°   | 08.°   | 10.°   | 10.°    | 09.°   | 09.°   | *10.°  | *12.° | *11.° | *11.° | *11.° | *11.° | 11.°  | 11.°  | 11.°  | 11.° | 11.° | 12.° |

|  |

 * Con un partido pendiente. 
 ** Con dos partidos pendientes. 
 *** Con tres partidos pendientes. 

## Resultados
| Local / Visita    | BLO | BOL | GUA | NAL | OP  | PET | RPO | SJ  | SB  | TS  | UNI | WIL |
| ----------------- | --- | --- | --- | --- | --- | --- | --- | --- | --- | --- | --- | --- |
| Blooming          |     | 0–3 | 3–2 | 2–0 | 0–3 | 2–0 | 3–1 | 3–3 | 1–3 | 4–1 | 4–2 | 3–2 |
| Bolívar           | 5–0 |     | 2–0 | 3–1 | 1–0 | 3–0 | 4–0 | 3–1 | 5–0 | 3–1 | 5–0 | 2–0 |
| Guabirá           | 2–0 | 2–1 |     | 3–1 | 2–1 | 5–1 | 3–1 | 2–0 | 3–1 | 3–0 | 5–1 | 0–0 |
| Nacional Potosí   | 1–0 | 0–3 | 2–1 |     | 3–1 | 4–1 | 3–0 | 1–1 | 5–2 | 0–1 | 1–0 | 0–0 |
| Oriente Petrolero | 2–3 | 1–1 | 3–1 | 4–1 |     | 0–2 | 3–1 | 4–1 | 1–1 | 3–1 | 1–0 | 2–0 |
| Petrolero         | 2–4 | 2–2 | 1–3 | 2–2 | 2–2 |     | 5–0 | 2–0 | 2–2 | 0–1 | 2–2 | 2–0 |
| Real Potosí       | 3–1 | 2–1 | 2–0 | 1–2 | 3–2 | 4–3 |     | 1–1 | 2–3 | 1–3 | 1–0 | 4–0 |
| San José          | 3–0 | 1–4 | 1–0 | 2–1 | 0–0 | 4–1 | 3–0 |     | 3–1 | 0–1 | 3–3 | 0–0 |
| Sport Boys        | 3–4 | 3–2 | 1–1 | 1–3 | 3–4 | 2–1 | 3–0 | 0–0 |     | 0–1 | 5–2 | 3–1 |
| The Strongest     | 6–0 | 1–4 | 3–3 | 3–2 | 0–1 | 5–1 | 6–1 | 3–1 | 5–0 |     | 1–0 | 2–1 |
| Universitario     | 0–1 | 0–2 | 1–0 | 1–2 | 0–1 | 3–1 | 0–2 | 1–0 | 1–3 | 2–1 |     | 1–0 |
| Wilstermann       | 3–1 | 1–0 | 2–3 | 3–2 | 5–1 | 1–3 | 1–0 | 1–2 | 3–1 | 1–1 | 1–1 |     |

## Fixture
| Nacional Potosí | 4 - 1 | Petrolero         | Jesús Bermúdez          | 28 de enero | 15:00 |
| San José        | 1 - 4 | Bolívar           | Jesús Bermúdez          | 29 de enero | 15:00 |
| Guabirá         | 3 - 0 | The Strongest     | Gilberto Parada         | 29 de enero | 15:00 |
| Wilstermann     | 1 - 0 | Real Potosí       | Félix Capriles          | 29 de enero | 17:15 |
| Blooming        | 1 - 3 | Sport Boys        | Ramón Tahuichi Aguilera | 29 de enero | 19:30 |
| Universitario   | 0 - 1 | Oriente Petrolero | Olímpico Patria         | 30 de enero | 20:00 |

| Bolívar       | 3 - 0 | Petrolero         | Simón Bolívar            | 4 de febrero | 15:00 |
| Blooming      | 4 - 2 | Universitario     | Ramón Tahuichi Aguilera  | 4 de febrero | 17:15 |
| The Strongest | 2 - 1 | Wilstermann       | Rafael Mendoza Castellón | 5 de febrero | 12:00 |
| Sport Boys    | 1 - 1 | Guabirá           | Ramón Tahuichi Aguilera  | 5 de febrero | 15:00 |
| San José      | 0 - 0 | Oriente Petrolero | Jesús Bermúdez           | 5 de febrero | 15:00 |
| Real Potosí   | 1 - 2 | Nacional Potosí   | Víctor Agustín Ugarte    | 26 de marzo  | 15:00 |

| Universitario     | 1 - 0 | San José        | Olímpico Patria          | 11 de febrero | 15:00 |
| Oriente Petrolero | 0 - 2 | Petrolero       | Ramón Tahuichi Aguilera  | 11 de febrero | 19:30 |
| The Strongest     | 3 - 2 | Nacional Potosí | Rafael Mendoza Castellón | 12 de febrero | 12:00 |
| Guabirá           | 2 - 0 | Blooming        | Gilberto Parada          | 12 de febrero | 15:00 |
| Bolívar           | 4 - 0 | Real Potosí     | Simón Bolívar            | 12 de febrero | 15:00 |
| Wilstermann       | 3 - 1 | Sport Boys      | Félix Capriles           | 12 de febrero | 17:15 |

| Sport Boys        | 1 - 3 | Nacional Potosí | Ramón Tahuichi Aguilera | 17 de febrero | 15:00 |
| Guabirá           | 5 - 1 | Universitario   | Gilberto Parada         | 18 de febrero | 15:00 |
| Oriente Petrolero | 3 - 1 | Real Potosí     | Ramón Tahuichi Aguilera | 18 de febrero | 17:15 |
| Petrolero         | 2 - 0 | San José        | Federico Ibarra         | 19 de febrero | 15:00 |
| Blooming          | 3 - 2 | Wilstermann     | Ramón Tahuichi Aguilera | 19 de febrero | 17:15 |
| The Strongest     | 1 - 4 | Bolívar         | Hernando Siles          | 5 de abril    | 20:00 |

| San José          | 3 - 0 | Real Potosí     | Jesús Bermúdez          | 22 de febrero | 18:15 |
| Blooming          | 2 - 0 | Nacional Potosí | Ramón Tahuichi Aguilera | 22 de febrero | 20:30 |
| Sport Boys        | 3 - 2 | Bolívar         | Ramón Tahuichi Aguilera | 23 de febrero | 15:00 |
| Universitario     | 3 - 1 | Petrolero       | Olímpico Patria         | 23 de febrero | 18:15 |
| Wilstermann       | 2 - 3 | Guabirá         | Félix Capriles          | 24 de febrero | 20:00 |
| Oriente Petrolero | 3 - 1 | The Strongest   | Ramón Tahuichi Aguilera | 10 de mayo    | 20:00 |

| Wilstermann   | 1 - 1 | Universitario     | Félix Capriles          | 2 de marzo | 20:00 |
| Sport Boys    | 3 - 4 | Oriente Petrolero | Juan Carlos Durán       | 3 de marzo | 15:00 |
| Guabirá       | 3 - 1 | Nacional Potosí   | Gilberto Parada         | 4 de marzo | 15:00 |
| Blooming      | 0 - 3 | Bolívar           | Ramón Tahuichi Aguilera | 5 de marzo | 15:00 |
| The Strongest | 3 - 1 | San José          | Hernando Siles          | 5 de marzo | 17:15 |
| Real Potosí   | 4 - 3 | Petrolero         | Víctor Agustín Ugarte   | 5 de marzo | 19:30 |

| San José          | 3 - 1 | Sport Boys    | Jesús Bermúdez          | 11 de marzo | 15:00 |
| Nacional Potosí   | 0 - 0 | Wilstermann   | Víctor Agustín Ugarte   | 11 de marzo | 17:15 |
| Petrolero         | 0 - 1 | The Strongest | Federico Ibarra         | 12 de marzo | 15:00 |
| Bolívar           | 2 - 0 | Guabirá       | Hernando Siles          | 12 de marzo | 16:00 |
| Universitario     | 0 - 2 | Real Potosí   | Olímpico Patria         | 12 de marzo | 17:15 |
| Oriente Petrolero | 2 - 3 | Blooming      | Ramón Tahuichi Aguilera | 12 de marzo | 19:30 |

| Blooming          | 3 - 3 | San José      | Ramón Tahuichi Aguilera | 15 de marzo | 20:00 |
| Sport Boys        | 2 - 1 | Petrolero     | Ramón Tahuichi Aguilera | 16 de marzo | 17:45 |
| Nacional Potosí   | 1 - 0 | Universitario | Víctor Agustín Ugarte   | 16 de marzo | 20:00 |
| Oriente Petrolero | 3 - 1 | Guabirá       | Ramón Tahuichi Aguilera | 17 de marzo | 20:30 |
| Wilstermann       | 1 - 0 | Bolívar       | Félix Capriles          | 19 de abril | 20:00 |
| The Strongest     | 6 - 1 | Real Potosí   | Hernando Siles          | 26 de abril | 18:30 |

| Petrolero         | 2 - 4 | Blooming        | Federico Ibarra         | 31 de marzo | 15:00 |
| San José          | 4 - 0 | Guabirá         | Jesús Bermúdez          | 1 de abril  | 15:00 |
| Bolívar           | 3 - 1 | Nacional Potosí | Hernando Siles          | 1 de abril  | 16:00 |
| Real Potosí       | 2 - 3 | Sport Boys      | Víctor Agustín Ugarte   | 2 de abril  | 15:00 |
| Universitario     | 2 - 1 | The Strongest   | Olímpico Patria         | 2 de abril  | 17:15 |
| Oriente Petrolero | 2 - 0 | Wilstermann     | Ramón Tahuichi Aguilera | 2 de abril  | 19:30 |

| Wilstermann     | 1 - 2 | San José          | Félix Capriles          | 6 de abril | 20:00 |
| Sport Boys      | 0 - 1 | The Strongest     | Samuel Vaca             | 8 de abril | 15:00 |
| Blooming        | 3 - 1 | Real Potosí       | Ramón Tahuichi Aguilera | 8 de abril | 17:15 |
| Guabirá         | 5 - 1 | Petrolero         | Gilberto Parada         | 9 de abril | 15:00 |
| Bolívar         | 5 - 0 | Universitario     | Hernando Siles          | 9 de abril | 16:00 |
| Nacional Potosí | 3 - 1 | Oriente Petrolero | Víctor Agustín Ugarte   | 9 de abril | 19:30 |

| The Strongest     | 6 - 0 | Blooming        | Hernando Siles          | 14 de abril | 19:30 |
| Real Potosí       | 2 - 0 | Guabirá         | Víctor Agustín Ugarte   | 15 de abril | 17:15 |
| Petrolero         | 2 - 0 | Wilstermann     | Provincial de Yacuiba   | 16 de abril | 15:00 |
| San José          | 2 - 1 | Nacional Potosí | Jesús Bermúdez          | 16 de abril | 17:15 |
| Oriente Petrolero | 1 - 1 | Bolívar         | Ramón Tahuichi Aguilera | 16 de abril | 19:30 |
| Universitario     | 1 - 3 | Sport Boys      | Olímpico Patria         | 31 de mayo  | 20:00 |

| Petrolero         | 2 - 2 | Nacional Potosí | Provincial de Yacuiba   | 21 de abril | 15:00 |
| Real Potosí       | 4 - 0 | Wilstermann     | Víctor Agustín Ugarte   | 22 de abril | 15:00 |
| The Strongest     | 3 - 3 | Guabirá         | Hernando Siles          | 22 de abril | 17:15 |
| Sport Boys        | 3 - 4 | Blooming        | Edgar Peña              | 23 de abril | 15:00 |
| Bolívar           | 3 - 1 | San José        | Simón Bolívar           | 23 de abril | 16:00 |
| Oriente Petrolero | 1 - 0 | Universitario   | Ramón Tahuichi Aguilera | 23 de abril | 17:15 |

| Real Potosí   | 1 - 0 | Universitario     | Víctor Agustín Ugarte   | 29 de abril | 15:00 |
| Wilstermann   | 3 - 2 | Nacional Potosí   | Félix Capriles          | 29 de abril | 17:15 |
| Sport Boys    | 0 - 0 | San José          | Edgar Peña              | 30 de abril | 11:00 |
| Guabirá       | 2 - 1 | Bolívar           | Gilberto Parada         | 30 de abril | 15:00 |
| The Strongest | 5 - 1 | Petrolero         | Hernando Siles          | 30 de abril | 17:15 |
| Blooming      | 0 - 3 | Oriente Petrolero | Ramón Tahuichi Aguilera | 30 de abril | 19:30 |

| Sport Boys      | 3 - 1 | Wilstermann       | Samuel Vaca             | 6 de mayo   | 15:00 |
| Real Potosí     | 2 - 1 | Bolívar           | Víctor Agustín Ugarte   | 7 de mayo   | 15:00 |
| San José        | 3 - 3 | Universitario     | Jesús Bermúdez          | 7 de mayo   | 17:15 |
| Blooming        | 3 - 2 | Guabirá           | Ramón Tahuichi Aguilera | 7 de mayo   | 20:00 |
| Petrolero       | 2 - 2 | Oriente Petrolero | Provincial de Yacuiba   | 24 de mayo  | 19:30 |
| Nacional Potosí | 0 - 1 | The Strongest     | Víctor Agustín Ugarte   | 21 de junio | 20:00 |

| Universitario   | 1 - 0 | Guabirá           | Olímpico Patria       | 13 de mayo | 15:00 |
| Nacional Potosí | 5 - 2 | Sport Boys        | Víctor Agustín Ugarte | 13 de mayo | 17:15 |
| San José        | 4 - 1 | Petrolero         | Jesús Bermúdez        | 14 de mayo | 15:00 |
| Bolívar         | 3 - 1 | The Strongest     | Hernando Siles        | 14 de mayo | 16:00 |
| Wilstermann     | 3 - 1 | Blooming          | Félix Capriles        | 14 de mayo | 17:15 |
| Real Potosí     | 3 - 2 | Oriente Petrolero | Víctor Agustín Ugarte | 15 de mayo | 20:00 |

| Nacional Potosí | 1 - 0 | Blooming          | Víctor Agustín Ugarte | 20 de mayo | 15:00 |
| The Strongest   | 0 - 1 | Oriente Petrolero | Hernando Siles        | 20 de mayo | 17:15 |
| Guabirá         | 0 - 0 | Wilstermann       | Gilberto Parada       | 21 de mayo | 15:00 |
| Bolívar         | 5 - 0 | Sport Boys        | Hernando Siles        | 21 de mayo | 16:00 |
| Real Potosí     | 1 - 1 | San José          | Víctor Agustín Ugarte | 21 de mayo | 17:15 |
| Petrolero       | 2 - 2 | Universitario     | Provincial de Yacuiba | 21 de mayo | 19:30 |

| Petrolero         | 5 - 0 | Real Potosí   | Provincial de Yacuiba   | 26 de mayo | 15:00 |
| Bolívar           | 5 - 0 | Blooming      | Hernando Siles          | 26 de mayo | 20:00 |
| Nacional Potosí   | 2 - 1 | Guabirá       | Víctor Agustín Ugarte   | 27 de mayo | 15:00 |
| Universitario     | 1 - 0 | Wilstermann   | Olímpico Patria         | 28 de mayo | 15:00 |
| San José          | 0 - 1 | The Strongest | Jesús Bermúdez          | 28 de mayo | 17:15 |
| Oriente Petrolero | 1 - 1 | Sport Boys    | Ramón Tahuichi Aguilera | 28 de mayo | 19:30 |

| Universitario     | 0 - 1 | Blooming      | Olímpico Patria         | 14 de junio | 18:15 |
| Petrolero         | 2 - 2 | Bolívar       | Provincial de Yacuiba   | 14 de junio | 19:30 |
| Oriente Petrolero | 4 - 1 | San José      | Ramón Tahuichi Aguilera | 14 de junio | 20:30 |
| Guabirá           | 3 - 1 | Sport Boys    | Gilberto Parada         | 15 de junio | 15:00 |
| Wilstermann       | 1 - 1 | The Strongest | Félix Capriles          | 15 de junio | 17:15 |
| Nacional Potosí   | 3 - 0 | Real Potosí   | Víctor Agustín Ugarte   | 15 de junio | 19:30 |

| Universitario | 1 - 2 | Nacional Potosí   | Olímpico Patria       | 10 de junio | 15:00 |
| Petrolero     | 2 - 2 | Sport Boys        | Provincial de Yacuiba | 10 de junio | 17:15 |
| Guabirá       | 2 - 1 | Oriente Petrolero | Gilberto Parada       | 11 de junio | 15:00 |
| Bolívar       | 2 - 0 | Wilstermann       | Hernando Siles        | 11 de junio | 16:00 |
| San José      | 3 - 0 | Blooming          | Jesús Bermúdez        | 11 de junio | 17:15 |
| Real Potosí   | 1 - 3 | The Strongest     | Víctor Agustín Ugarte | 11 de junio | 19:30 |

| Guabirá         | 2 - 0 | San José          | Gilberto Parada         | 18 de junio | 15:00 |
| Wilstermann     | 5 - 1 | Oriente Petrolero | Félix Capriles          | 18 de junio | 15:00 |
| The Strongest   | 1 - 0 | Universitario     | Hernando Siles          | 18 de junio | 17:15 |
| Nacional Potosí | 0 - 3 | Bolívar           | Víctor Agustín Ugarte   | 18 de junio | 19:30 |
| Sport Boys      | 3 - 0 | Real Potosí       | Samuel Vaca             | 19 de junio | 20:00 |
| Blooming        | 2 - 0 | Petrolero         | Ramón Tahuichi Aguilera | 20 de junio | 20:00 |

| Petrolero         | 1 - 3 | Guabirá         | Provincial de Yacuiba   | 23 de junio | 15:00 |
| Real Potosí       | 3 - 1 | Blooming        | Víctor Agustín Ugarte   | 24 de junio | 15:00 |
| San José          | 0 - 0 | Wilstermann     | Jesús Bermúdez          | 24 de junio | 17:15 |
| The Strongest     | 5 - 0 | Sport Boys      | Hernando Siles          | 25 de junio | 15:00 |
| Universitario     | 0 - 2 | Bolívar         | Olímpico Patria         | 25 de junio | 15:00 |
| Oriente Petrolero | 4 - 1 | Nacional Potosí | Ramón Tahuichi Aguilera | 25 de junio | 17:15 |

| Guabirá         | 3 - 1 | Real Potosí       | Gilberto Parada         | 28 de junio | 15:00 |
| Blooming        | 4 - 1 | The Strongest     | Ramón Tahuichi Aguilera | 28 de junio | 20:30 |
| Bolívar         | 1 - 0 | Oriente Petrolero | Hernando Siles          | 28 de junio | 20:30 |
| Sport Boys      | 5 - 2 | Universitario     | Samuel Vaca             | 29 de junio | 15:00 |
| Wilstermann     | 1 - 3 | Petrolero         | Félix Capriles          | 29 de junio | 20:00 |
| Nacional Potosí | 1 - 1 | San José          | Víctor Agustín Ugarte   | 29 de junio | 20:00 |

 Fecha de actualización: 29 de junio de 2017

### Campeón
|                                                                                     |
| Bolívar 21° Título Liguero Último Torneo Era Liguera 27° Título de Primera División |

## Estadísticas

### Máximos goleadores
| Pos. | Jugador               | Equipo            | Goles | Penal | PJ | Media |
| ---- | --------------------- | ----------------- | ----- | ----- | -- | ----- |
| 1°   | Carlos Saucedo        | Guabirá           | 17    | 2     | 19 | 0.89  |
| 2°   | Enzo Maidana          | Petrolero         | 16    | 2     | 20 | 0.8   |
| 2°   | Juan Vogliotti        | Sport Boys Warnes | 16    | 3     | 21 | 0.76  |
| 3°   | Pablo Escobar         | The Strongest     | 15    | 2     | 16 | 0.94  |
| 4°   | César Pereyra         | Blooming          | 14    | 2     | 20 | 0.7   |
| 5°   | Gastón Sirino         | Bolívar           | 12    | 1     | 21 | 0.57  |
| 5°   | Cristián Alessandrini | Nacional Potosí   | 12    | 2     | 21 | 0.57  |
| 6°   | José Alí Meza         | Oriente Petrolero | 11    | 3     | 19 | 0.58  |
| 7°   | Antonio Rojano        | Real Potosí       | 10    | 1     | 15 | 0.67  |
| 7°   | Jair Reinoso          | San José          | 10    | 1     | 21 | 0.48  |

Fuente: Página web oficial

### Máximos asistentes
| Pos. | Jugador               | Equipo            | Asistencias | PJ |
| ---- | --------------------- | ----------------- | ----------- | -- |
| 1°   | Gualberto Mojica      | Guabirá           | 9           | 17 |
| 2°   | Jeison Quiñónez       | Petrolero         | 7           | 8  |
| 2°   | Joselito Vaca         | Blooming          | 7           | 19 |
| 2°   | César Pereyra         | Blooming          | 7           | 20 |
| 2°   | Juan Carlos Zampiery  | Sport Boys Warnes | 7           | 20 |
| 3°   | Juan Carlos Arce      | Bolívar           | 6           | 17 |
| 3°   | Alejandro Chumacero   | The Strongest     | 6           | 19 |
| 3°   | Carlos Saucedo        | Guabirá           | 6           | 19 |
| 3°   | Cristián Alessandrini | Nacional Potosí   | 6           | 21 |
| 3°   | Ronnie Fernández      | Bolívar           | 6           | 22 |
| 3°   | Rodrigo Vargas        | Petrolero         | 6           | 22 |

Fuente: livefutbol